# Wojewodowie brzeskolitewscy
Wojewodowie województwa brzeskolitewskiego I Rzeczypospolitej
- Jerzy Wasylewicz Tyszkiewicz (1566–1576)
- Gabriel Hornostaj (1576–1587)[1]
- Mikołaj Pawłowicz Sapieha (1588)
- Jan Kiszka (1589–1592)
- Krzysztof Zenowicz (Zienowicz) (1588–1614)
- Eustachy Jan Tyszkiewicz (1615–1631)
- Aleksander Ludwik Radziwiłł (1631–1635)
- Jan Rakowski (1635)
- Mikolaj Pius Sapieha (1638–1642)
- Teofil Iwan Tryzna (1642–1644)
- Andrzej Massalski (1645–1651/1652)
- Józef Klonowski (1652–1653)
- Maksymilian Brzozowski (1653–1659)
- Kazimierz Ludwik Jewłaszewski (1659–1664)
- Jakub Teodor Kuncewicz (1664–1666/1667)
- Melchior Stanisław Sawicki (1666–1668)
- Krzysztof Piotr Piekarski (1668–1672)
- Stefan Kazimierz Kurcz (1672–1702)
- Krzysztof Aleksander Komorowski (1702–1708)
- Władysław Jozafat Sapieha (1709–1733)
- Kazimierz Leon Sapieha (1735–1738)
- Adam Tadeusz Chodkiewicz (1738–1745)
- Jan Michał Sołłohub (1746–1748)
- Karol Józef Sapieha (1748–1768)
- Jan Antoni Horain (1768–1777)
- Mikołaj Tadeusz Łopaciński (1777–1778)
- Jan Tadeusz Zyberg (1778–1795)